# Mumbuca
Mumbuca é um povoado localizado no município de Mateiros, no estado do Tocantins, numa área próxima à rodovia TO-110 (trecho entre Mateiros e São Félix do Tocantins). A comunidade é formada por 165 moradores, em sua maioria descendentes de escravos que saíram da Bahia em 1909, buscando melhores condições de vida.
A expressão indígena "mumbuca" refere-se a um tipo de abelha azul muito comum nessa região.

## Sobre a comunidade
Mumbuca é literalmente uma grande família que nasceu da miscigenação de índios e negros. As famílias se misturam e todos passam a ter algum grau de parentesco. O povoado é muito acolhedor e recebe os visitantes com música e alegria.
Homens e mulheres têm papéis definidos na comunidade. Os homens cuidam do plantio da mandioca, da batata, do feijão, do arroz, do milho, da banana, do maxixe e da abóbora. As mulheres realizam a colheita e a preparação da farinha, além de produzirem as peças artesanais de capim dourado.
Existem hortas familiares e comunitárias. Também podem ser encontradas pequenas criações de porcos, galinhas e gado. Os peixes da região são: o piabanha, o jaú, o cachorra e o barbado.
Existe uma associação de artesãs que se organizam para produzir e comercializar as peças artesanais de capim dourado. A colheita do capim é feita de 20 de setembro até o início das chuvas em novembro. A comunidade de Mumbuca respeita as técnicas de manejo sustentável do capim, embora existam pessoas da região infringindo as leis e colhendo o capim fora de época. O desafio para eles é grande, já que são a comunidade pioneira na arte do capim dourado e sabem da importância da sua preservação.
É marcante em Mumbuca a presença feminina na liderança organizada. As mulheres presidem a Associação do Capim Dourado, realizando o controle da venda e da distribuição das verbas oriundas do artesanato.
A tradição do artesanato com o capim dourado tem sido passada de geração para geração. Guilhermina Ribeiro da Silva, a dona Miúda, conta que sua mãe aprendeu as técnicas com os índios. Além do capim dourado, as artesãs utilizam a palha de buriti (outra espécie local) para tecer os produtos.
A alternativa econômica está ajudando a população, uma das mais pobres de toda a região, mas precisa ser administrada com cuidado para preservar a natureza local. A venda de artesanato é a atividade que mais contribui para a geração de renda, mas eles também praticam a agricultura de subsistência e geram alguns recursos com o turismo.
Os problemas que a comunidade aponta estão relacionados à questão da educação, da energia e do asfaltamento das estradas da região.
Uma jovem da comunidade, a Ana Cláudia, neta de Dona Miúda lidera o Projeto Amiguinhos da Natureza. Este projeto ensina o respeito pela natureza e as tradições locais. Ela demonstra uma grande preocupação em preservar e resgatar a identidade do Povoado Mumbuca.

## Histórico
No início do século XX a comunidade era bastante isolada e seus habitantes andavam quatro dias para chegar a cidade mais próxima, Porto Nacional.
O interessante é que esta comunidade foi formada a partir do encontro dos negros, que migraram do sertão baiano com os índios da região, provavelmente os Xerente. Ainda hoje, existe uma consciência étnica referenciada nos índios e nos negros. O artesanato em capim dourado, ao que tudo indica, surgiu dessa relação entre índios e negros. Pessoas locais contam que há muito tempo o capim dourado é uma fonte de geração de renda.
Em 2000, houve uma ameaça de Mumbuca ser desapropriada para o Parque Naturatins, mas a comunidade se mobilizou e mais uma vez resistiu as adversidades e permaneceu no Jalapão. A comunidade é reconhecida como comunidade Quilombola pela Fundação Palmares.
Nesta época, o Vô Dió, o senhor mais velho da comunidade, disse que só conseguiriam tirá-lo da terra de Mumbuca morto, pois ele perdeu os pais quando criança e, para ele seus pais são a terra e a natureza do Jalapão.
Pop: 1.490 pessoas (IBGE)